# 芬克爾 (明尼蘇達州)
芬克爾（英語：Finkle）是位於美國明尼蘇達州克萊縣的一個非建制地區。此地得名自早期定居當地的商人亨利·G·芬克爾（Henry G. Finkle）。

## 地理
芬克爾所處的海拔為高於海平面278米（即912英呎），而該地所採用的時區為UTC-6，即北美中部時區（CST）。同時該地設有夏令時間，為UTC-6調快一小時，即UTC-5（CDT）。